# Rondeletia apiculata
Rondeletia apiculata är en måreväxtart som beskrevs av Ignatz Urban. Rondeletia apiculata ingår i släktet Rondeletia och familjen måreväxter. Inga underarter finns listade i Catalogue of Life.